# Louis Niemeyer

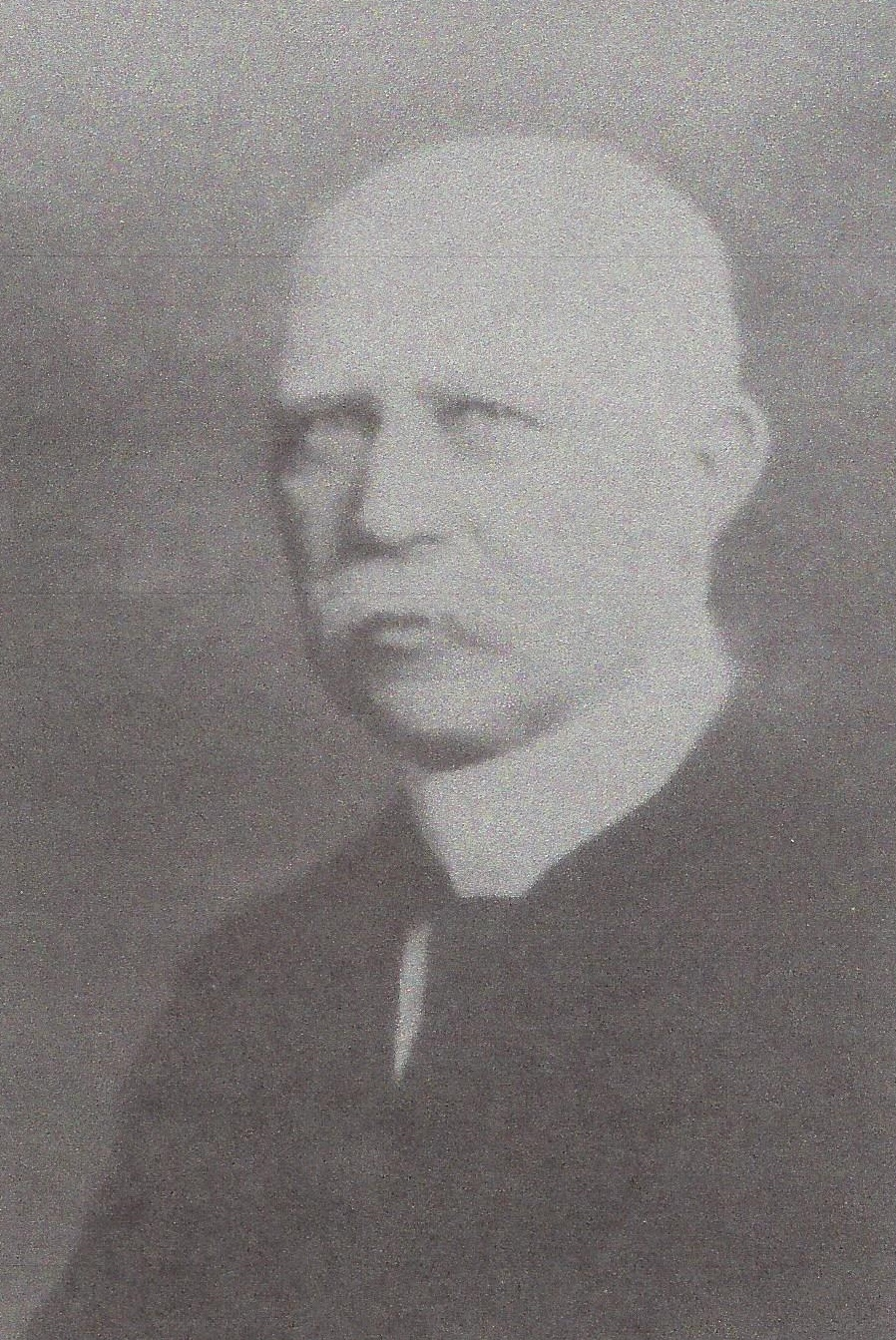
Louis Niemeyer

Hermann Louis Niemeyer (* 25. Juni 1856 in Hannover; † 10. Dezember 1940 in Hamburg) war ein deutscher Jurist und Parlamentarier.

## Leben
Niemeyer studierte Rechtswissenschaft an der Universität Leipzig, wo er sich 1875 dem Corps Guestphalia anschloss. Er wechselte an die Friedrich-Wilhelms-Universität zu Berlin und wurde 1876 auch im Corps Guestphalia Berlin aktiv. Er promovierte zum Dr. iur. und ließ sich als Rechtsanwalt in Hamburg nieder. Am 9. April 1885 heiratete er Erica Marianne Amsinck. Niemeyer gehörte von 1895 bis 1901 der Hamburgischen Bürgerschaft an, er war Mitglied der Fraktion Linkes Zentrum. In der Weimarer Republik wurde er 1924 Senatspräsident am Hanseatischen Oberlandesgericht.
Als die Gestapo den Academischen Club zu Hamburg 1938 verboten hatte, wurde der 81-jährige Niemeyer als Dominus praeses zum Liquidator bestellt. Zwei Jahre später starb er an den Folgen eines Verkehrsunfalls.

„Niemeyer war schon 1880 in den AC eingetreten, als er als einer der vielversprechenden jungen Juristen für das wachsende Hamburg gewonnen wurde. Er hat alle Stufen der juristischen Karriere durchlaufen, als Staatsanwalt, Landrichter, war eine Zeit lang Rechtsanwalt und kam dann an das Hanseatische Oberlandesgericht, wo er zuletzt Senatspräsident war. Er war auch in der Bürgerschaft, hat junge Juristen ausgebildet, saß lange Jahre in der Kommission für den Entwurf des neuen Strafgesetzbuches, hat auch an der neuen Universität noch gelesen und Practica gehalten. Er ist in Hannover geboren. Hannover soll die besten Juristen hervorbringen, so hat er selbst einmal im Vertrauen gesagt. Da er ein besonders anhänglicher alter Corpsstudent ist, auch sobald es seine Zeit erlaubte, wieder aktives Mitglied des AC wurde, sollte er besonders geehrt werden. So wurde er 1926 zum Ehrenmitglied des AC ernannt..“

## Werke
- Hamburger Privatrecht. Hamburg 1898.

## Ehrungen
- Ehrenmitglied des Academischen Clubs zu Hamburg (1926)
- Ehrenmitglied des Corps Guestphalia Berlin (1931)